# Wilhelm Bech
Wilhelm Bech var en dansk professionel bokser. 
Wilhelm Bech debuterede som professionel i en kamp den 12. maj 1935 i Århus mod landsmanden Carl Henrik Andersen. Bech vandt på point, men tabte returopgøret i København få uger efter. 
I marts 1936 mødte Bech Hans Drescher i to opgør, som Bech tabte, begge gange på point. 
Efter nederlagene til Drescher opgav Wilhelm Bech karrieren, og efterlod sig en rekordliste på 4 kampe, hvoraf kun én blev vundet, og 3 tabt.